# Hyperolius veithi
Hyperolius veithi é uma espécie de anfíbio anuro da família Hyperoliidae. Está presente na República Democrática do Congo. A UICN classificou-a como pouco preocupante.